# Долганка
Долганка — село в Крутихинском районе Алтайского края России. Административный центр и единственный населённый пункт Долганского сельсовета.

## История
Долганка была основана в 1782 году и первоначально именовалась Кобылина. В «Списке населенных мест Российской империи» 1859 года деревня фигурирует под двойным названием — Кобылина (Долганка).

В конце 90-х годах XIX века в Кобылиной функционировали питейное заведение, две мелочные лавки, две мануфактурные лавки и подготовительная сельская школа. В этот период времени наблюдался значительный приток переселенцев из европейской части Российской империи. Силами новоприбывших был возведён храм (до наших дней не сохранился), освящённый во имя Архистратига Михаила, и в 1899 году деревне Кобылиной был присвоен статус села.

1 января 1912 года село Кобылинское было переименовано в Долганское. В середине 20-х годов XX века в селе размещался сельсовет, а также лавка общества потребителей, две школы, паровая мельница.

## География
Село расположено в северной части Алтайского края, на берегах реки Бурла, на расстоянии примерно 18 километров (по прямой) к северо-западу от села Крутиха, административного центра района. К востоку от села находится Новосибирское водохранилище. Абсолютная высота — 190 метров над уровнем моря

Климат континентальный, средняя температура января составляет −19,3 °C, июля — 18,9 °C. Годовое количество атмосферных осадков — 320—360 мм.

## Население
| 1997  | 1998  | 1999  | 2000  | 2001  | 2002  | 2003  |
| ----- | ----- | ----- | ----- | ----- | ----- | ----- |
| 2038  | ↘2030 | ↗2049 | ↘2043 | ↘2005 | ↘1797 | ↘1770 |
| 2004  | 2005  | 2006  | 2007  | 2008  | 2009  | 2010  |
| ↘1741 | ↘1675 | ↗1699 | ↘1639 | ↘1617 | ↘1608 | ↘1473 |
| 2011  | 2012  | 2013  | 2014  | 2015  | 2016  | 2017  |
| ↘1465 | ↘1387 | ↘1332 | ↘1329 | ↘1323 | ↘1288 | ↘1278 |
| 2018  | 2019  | 2020  | 2021  |       |       |       |
| ↗1292 | ↘1285 | ↘1263 | ↘1256 |       |       |       |

Согласно результатам переписи 2002 года, в национальной структуре населения русские составляли 98 %.

## Улицы
Уличная сеть села состоит из 12 улиц и 1 переулка.